# Курылувка (гмина)
Курылувка (пол. Kuryłówka) — сельская гмина (волость) в Польше, входит как административная единица в Лежайский повет, Подкарпатское воеводство. Население — 5679 человек (на 2004 год).

## Демография
| Перепись                       | Всего   | Всего | Женщины | Женщины | Мужчины | Мужчины |
| ------------------------------ | ------- | ----- | ------- | ------- | ------- | ------- |
| Единицы                        | человек | %     | человек | %       | человек | %       |
| Население                      | 5679    | 100   | 2805    | 49,4    | 2874    | 50,6    |
| Плотность населения (чел./км²) | 40,2    | 40,2  | 19,9    | 19,9    | 20,3    | 20,3    |

## Сельские округа
1. Бжиска-Воля
2. Домбровица
3. Ястшембец
4. Колёня-Польска
5. Кульно
6. Курылувка
7. Ожанна
8. Слобода
9. Тарнавец
10. Вулька-Ламана

## Соседние гмины
1. Гмина Адамувка
2. Гмина Бища
3. Гмина Кшешув
4. Гмина Лежайск
5. Лежайск
6. Гмина Поток-Гурны
7. Гмина Тарногруд